# IC 1975
IC 1975 — галактика типу P (особлива галактика) у сузір'ї Ерідан.
Цей об'єкт міститься в оригінальній редакції індексного каталогу.